# Space cake
La space cake (lett. "torta spaziale") è un pan di Spagna contenente marijuana dei Paesi Bassi.

## Storia
Sebbene, stando a quanto riporta l'Oxford English Dictionary, il termine space cake venne usato per la prima volta nel 1984 dal New York Times Magazine, la space cake oggi conosciuta venne ideata tra gli anni settanta e ottanta del Novecento ad Amsterdam, nei Paesi Baesi Bassi. Oggi il dolce è venduto legalmente nei coffeeshop olandesi.

## Descrizione
La space cake appartiene a una più vasta categoria di alimenti a base di cannabis. Il suo impasto è pressoché lo stesso di quello del pan di Spagna (burro, farina, uova, latte e lievito), ma si distingue da esso per la presenza del burro nel quale è disciolta una certa quantità di marijuana (cannabutter). Una variante della space cake presenta l'hashish al posto della marijuana; il dolce può contenere ingredienti aggiuntivi tra cui cacao, crema al burro, vaniglia e spezie.
A differenza del normale effetto dato dall'inalazione dei fumi di combustione dei principi attivi, tale metodologia di assunzione prevede un'attesa maggiore prima della manifestazione degli effetti (da una a tre ore). Questo particolare sistema di consumo è noto e in uso soprattutto negli Stati Uniti d'America.